# Mügeln (Heidenau)
Mügeln ist ein zentraler Ortsteil der Stadt Heidenau im Landkreis Sächsische Schweiz-Osterzgebirge, Sachsen.

## Geographie

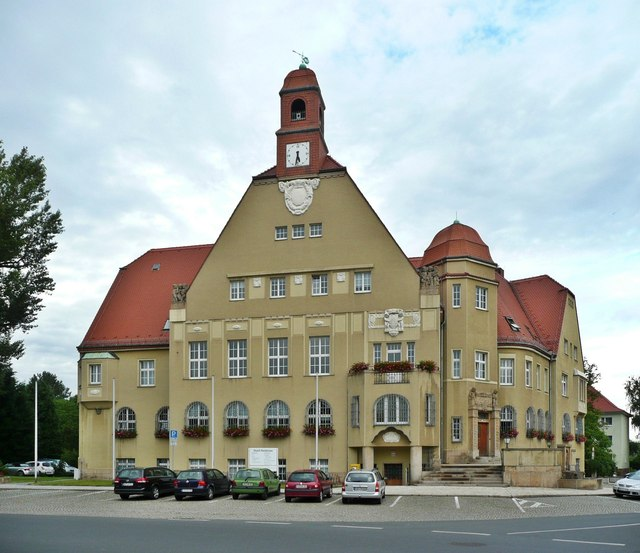
Rathaus Heidenau in Mügeln

Mügeln liegt im Norden der Stadt Heidenau. Es befindet sich am Südrand des Elbtalkessels, westlich der Elbe und nördlich der Müglitz. Im Ortsteil liegt der nördliche Teil des Heidenauer Stadtzentrums. In Mügeln befindet sich der Bahnhof Heidenau, der am Abzweig der Müglitztalbahn von der Bahnstrecke Děčín–Dresden-Neustadt liegt. Außerdem stehen dort das Heidenauer Rathaus, die Stadtbibliothek und weitere zentrale Einrichtungen. Mügeln ist mit Ausnahme elbnaher Gebiete dicht bebaut, vorwiegend mit Wohnhäusern. Das bebaute Gebiet wird im Osten durch die Elbgeländebahn begrenzt.
An Mügeln grenzt nordwestlich der Dresdner Stadtteil Sporbitz, nordöstlich Zschieren. Östlich Mügelns, auf der gegenüberliegenden Elbseite, liegt der Pirnaer Stadtteil Birkwitz. Benachbarte Heidenauer Stadtteile sind Heidenau-Süd im Süden und Gommern im Westen. Im äußersten Südwesten der Mügelner Flur, wo die Müglitz auf das Heidenauer Stadtgebiet übertritt, grenzt der Stadtteil außerdem an Dohna.
Der Ortskern Mügelns befindet sich an der Dresdner Straße im Bereich zwischen der Elb- und der Pillnitzer Straße. Wichtigste Straßenzüge des Stadtteils sind die Siegfried-Rädel-/August-Bebel-Straße, die Dresdner Straße und die Bahnhofstraße. An den ÖPNV ist Mügeln neben der Bahnverbindung über mehrere Buslinien des RVSOE, der DVB und des Reisedienstes Dreßler angebunden, die am Bahnhof zusammentreffen. Zwischen Mügeln und Birkwitz verkehrt außerdem seit mehreren Jahrhunderten eine Personenfähre über die Elbe.

## Geschichte

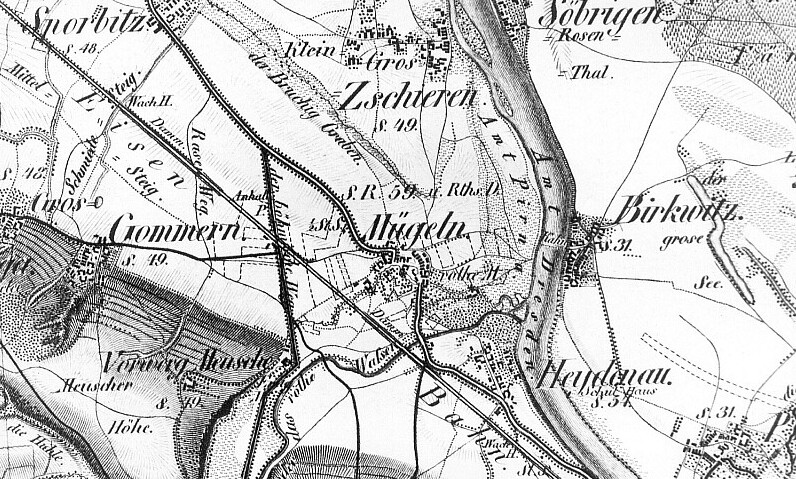
Mügeln auf einer Karte aus dem 19. Jahrhundert

Die dem Ortsnamen zugrundeliegende altsorbische Urform lautete wahrscheinlich *Mogiľno oder *Mogylina und leitet sich ab von *mogyła, einem slawischen Wort für „Erd-, Grabhügel“. Der Ortsname bedeutet somit „Siedlung bei einem (Grab-)Hügel“ und bezieht sich möglicherweise auf ein in Mügeln entdecktes vorzeitliches Gräberfeld oder auf ein Gräberfeld der Slawen aus dem 11. Jahrhundert. Erstmals erwähnt wurde der Ortsname 1347/49 als Mugelin. In den folgenden Jahrhunderten waren vielfältige Schreibweisen in Gebrauch, darunter „Mogeln“, „Moegelin“, „Muegeln“, „Moglen“ und „Muglenn“. Als „Mügeln“ wird der Ort unter anderem 1548 erwähnt. Zur Unterscheidung von der sächsischen Stadt Mügeln hieß der Ort 1875 „Mügeln b. Pirna“.
Mügeln entstand als Gassendorf und war mit einer 249 Hektar großen Block- und Streifenflur ausgestattet. Im 14. und 15. Jahrhundert war es im Besitz der nach dem Ort benannten Familie von Mogelin. Die Drogenmühle in Mügeln wurde 1473 erstmals erwähnt. Im Jahr 1548 war Mügeln etwa zur Hälfte ein Amtsdorf des Amtes Pirna. Der andere Teil des Ortes war Melchior von Korbitz als Besitzer des Rittergutes Gommern bzw. dem Rat der Stadt Dresden zinspflichtig. Im 18. Jahrhundert gab es dann auch in Mügeln selbst ein Rittergut. Es unterstand in den 1730er Jahren dem Oberberghauptmann Carl Christian von Tettau. Im 19. Jahrhundert gehörte es unter anderem der Familie Carl Wilhelm von Oppels. Die Verwaltung des Ortes oblag 1404 der Pflege Dohna, ab dem 16. Jahrhundert dem Amt Pirna und anteilig dem Religionsamt Dresden bzw. seinen Nachfolgern. Ab 1856 war dann das Gerichtsamt Pirna zuständig.
Auf Grundlage der Landgemeindeordnung von 1838 erlangte Mügeln Selbstständigkeit als Landgemeinde. Diese war 1875 Teil der Amtshauptmannschaft Pirna. Eingepfarrt war der Ort jahrhundertelang nach Dohna in die Marienkirche, seit 1899 gibt es in Mügeln eine eigene Kirchgemeinde. Damals, in den Jahren vor dem Ersten Weltkrieg, wuchs der Ort sehr schnell zu einer Industriegemeinde heran. Bereits 1897 war die Goethe-Schule an der heutigen Ernst-Thälmann-Straße eingeweiht worden.

Im Jahr 1912 wurde in Mügeln die Filiale der Maschinenfabrik Johann Martin Lehmann Dresden gegründet, man baute vorrangig Maschinen zur Herstellung von Kakao-, Schokoladen- und Zuckerwaren. Das Unternehmen war seit 1870 Weltmarktführer in dieser Branche und hielt über 50 Patente. Während das Dresdner Stammwerk 1945 vollständig zerstört wurde, gelang es mit Hilfe aus den Trümmern geborgener Maschinen, die Produktion in Mügeln fortzusetzen. Unter dem Namen VEB Schokoladen-, Seifen- und Farbenmaschinenwerke Heidenau gehörte die Firma bis 1989 zum Kombinat VVB NAGEMA und wurde dann als Heidenauer Maschinenfabrik GmbH privatisiert.
Am 1. April 1920 fusionierte Mügeln mit Gommern und Heidenau zur neuen Gemeinde Heidenau. Das am 16. September 1911 eingeweihte Mügelner Rathaus dient seither dem Stadtrat und der Stadtverwaltung Heidenau als Domizil. Die Christuskirche wurde um 1930 als Notkirche gebaut. Im Jahr 1984 entstand rund um die Käthe-Kollwitz-Straße das Plattenbau-Wohngebiet Mügeln mit 1368 neuen Wohnungen.

### Einwohnerentwicklung
| Jahr    | Einwohner                                |
| ------- | ---------------------------------------- |
| 1548/51 | 21 besessene Mann, 17 Inwohner           |
| 1764    | 22 besessene Mann, 4 Gärtner, 14 Häusler |
| 1834    | 272                                      |
| 1871    | 499                                      |
| 1890    | 1360                                     |
| 1910    | 7072                                     |
| 1925    | siehe Heidenau                           |

## Persönlichkeiten
- Woldemar Winkler, Maler